# Huaxtitán
Huaxtitán är en ort i Mexiko.   Den ligger i kommunen Cuetzalan del Progreso och delstaten Puebla, i den sydöstra delen av landet, 180 km öster om huvudstaden Mexico City. Huaxtitán ligger 853 meter över havet och antalet invånare är 135.
Terrängen runt Huaxtitán är bergig, och sluttar norrut. Runt Huaxtitán är det ganska tätbefolkat, med 179 invånare per kvadratkilometer. Närmaste större samhälle är Olintla, 19,2 km väster om Huaxtitán. I omgivningarna runt Huaxtitán växer i huvudsak städsegrön lövskog.